# Made in China 2025
Made in China 2025 (中国制造2025S, Zhōngguózhìzào èrlíng'èrwǔP; MIC25, MIC 2025, o MIC2025) è un piano strategico nazionale per sviluppare ulteriormente il settore manifatturiero della Repubblica popolare cinese, emesso dal premier Li Keqiang e dal suo gabinetto nel maggio 2015.
Come parte del tredicesimo e quattordicesimo piano quinquennale, la Cina mira ad abbandonare il modello "fabbrica del mondo" che si basa sulla produzione di beni a basso costo a bassa tecnologia facilitato da costi di manodopera inferiori e vantaggi della catena di approvvigionamento. Il piano mira a migliorare le capacità di produzione delle industrie cinesi, passando da officine ad alta intensità di manodopera a fabbriche ad elevata capacità tecnologica.
Gli obiettivi dichiarati del Made in China 2025 includono l'aumento della produzione interna cinese di materiali di base al 40% entro il 2020 e al 70% entro il 2025. Per aiutare a raggiungere l'indipendenza dai fornitori stranieri, l'iniziativa incoraggia un aumento della produzione di prodotti e servizi ad alta tecnologia, con la sua industria dei semiconduttori al centro del piano, in parte perché i progressi nella tecnologia dei chip possono "portare a scoperte in altre aree della tecnologia, consegnandone il vantaggio a chi ha i chip migliori, un vantaggio che attualmente è fuori dalla portata di Pechino".
Dal 2018, a seguito di un contraccolpo da Stati Uniti, Europa e altrove, la frase "MIC 2025" è stata de-enfatizzata nel governo e in altre comunicazioni ufficiali, mentre il programma rimane in vigore. Il governo cinese continua a investire massicciamente nelle tecnologie identificate. Nel 2018, il governo cinese si è impegnato a investire circa 300 miliardi di dollari per realizzare il piano. Sulla scia della pandemia COVID-19, almeno altri 1,4 trilioni di dollari sono stati investiti nelle iniziative MIC 2025. Dato l'attuale stato di paese a reddito medio della Cina, la praticità della sua spesa sproporzionata per le nuove tecnologie pionieristiche è stata messa in discussione.

## Background e obiettivi dichiarati
Dagli anni 2010, la Cina è diventata una superpotenza emergente come la seconda economia più grande e la più grande su base di parità di potere d'acquisto (ppp). Affronta la concorrenza manifatturiera di paesi con salari inferiori, come il Vietnam, nonché di paesi altamente industrializzati. Al fine di mantenere la crescita economica, gli standard di vita e soddisfare la domanda della sua forza lavoro sempre più istruita, la Cina si è impegnata a stimolare il potenziale della sua competitività economica e tecnologica con MIC 2025, per diventare una "potenza manifatturiera leader a livello mondiale". Alan Wheatley del think tank britannico Chatham House ha indicato, nel 2018, che una classe media cinese ampia e in crescita è necessaria per la stabilità economica e politica del paese.
La Cina crede nei suoi programmi di politica industriale, che considera la chiave del suo successo economico. I suoi leader sperano che gli investimenti del governo in settori tecnologici cruciali porteranno a una posizione forte nella Quarta Rivoluzione Industriale. L'obiettivo chiave del programma Made in China 2025 è, in un mondo che vede sempre più dominato dalla concorrenza USA-Cina, identificare tecnologie chiave, come AI, 5G, aerospaziale, semiconduttori, veicoli elettrici e biotecnologie, indigenizzare quelle tecnologie con l'aiuto di campioni nazionali, assicurati la quota di mercato a livello nazionale in Cina e, infine, conquista i mercati esteri a livello globale.
Il Centro per gli studi strategici e internazionali di Washington, DC ha descritto MIC 2025 come "un'iniziativa per aggiornare in modo completo l'industria cinese", che è direttamente ispirata dalla strategia dell'Industria 4.0 proposta dalla Germania. È un impegno globale spostare la base manifatturiera cinese più in alto nella catena del valore e diventare una grande potenza manifatturiera in diretta concorrenza con gli Stati Uniti.

## Industrie chiave
I settori integrati nel MIC 2025 includono il settore: aerospaziale, biotecnologico, tecnologia dell'informazione, produzione intelligente, ingegneria marittima, ferrovia avanzata, veicoli elettrici, apparecchiature elettriche, nuovi materiali, biomedicina, macchine e attrezzature agricole, prodotti farmaceutici e produzione di robotica, molti dei quali sono stati dominati da società estere.
MIC 2025 elenca i seguenti 10 settori chiave che il governo cinese mira di dominare a livello globale.
| Settore industriale                           | Descrizione                              |
| --------------------------------------------- | ---------------------------------------- |
| Tecnologie dell'informazione                  | AI, IoT, Applicazioni Smart              |
| Robotica                                      | AI, machine learning                     |
| Energia verde e veicoli verdi                 | efficienza energetica, veicoli elettrici |
| Attrezzature aerospaziali                     |                                          |
| Ingegneria oceanica e navi ad alta tecnologia |                                          |
| Attrezzature ferroviarie                      |                                          |
| Energia                                       |                                          |
| Nuovi materiali                               |                                          |
| Medicina e dispositivi medici                 |                                          |
| Macchine agricole                             |                                          |

Il premier Li ha indicato che gli standard avanzati nelle industrie sono assolutamente essenziali per promuovere l'innovazione ed eliminare i colli di bottiglia nello sviluppo industriale. La Cina ha una classe media in crescita che richiede beni e servizi di qualità superiore. Rispetto alla concorrenza estera, la qualità e l'innovazione dei prodotti cinesi non hanno raggiunto il passo. Il premier Li parla della rivoluzione della qualità. Ciò ruota attorno all'imprenditorialità e all'artigianato. Comporterà l'abbraccio di una cultura di continue innovazioni e raffinatezza nella qualità dei beni prodotti.
Alcune aziende che sono state nominate leader dei settori chiave sono:

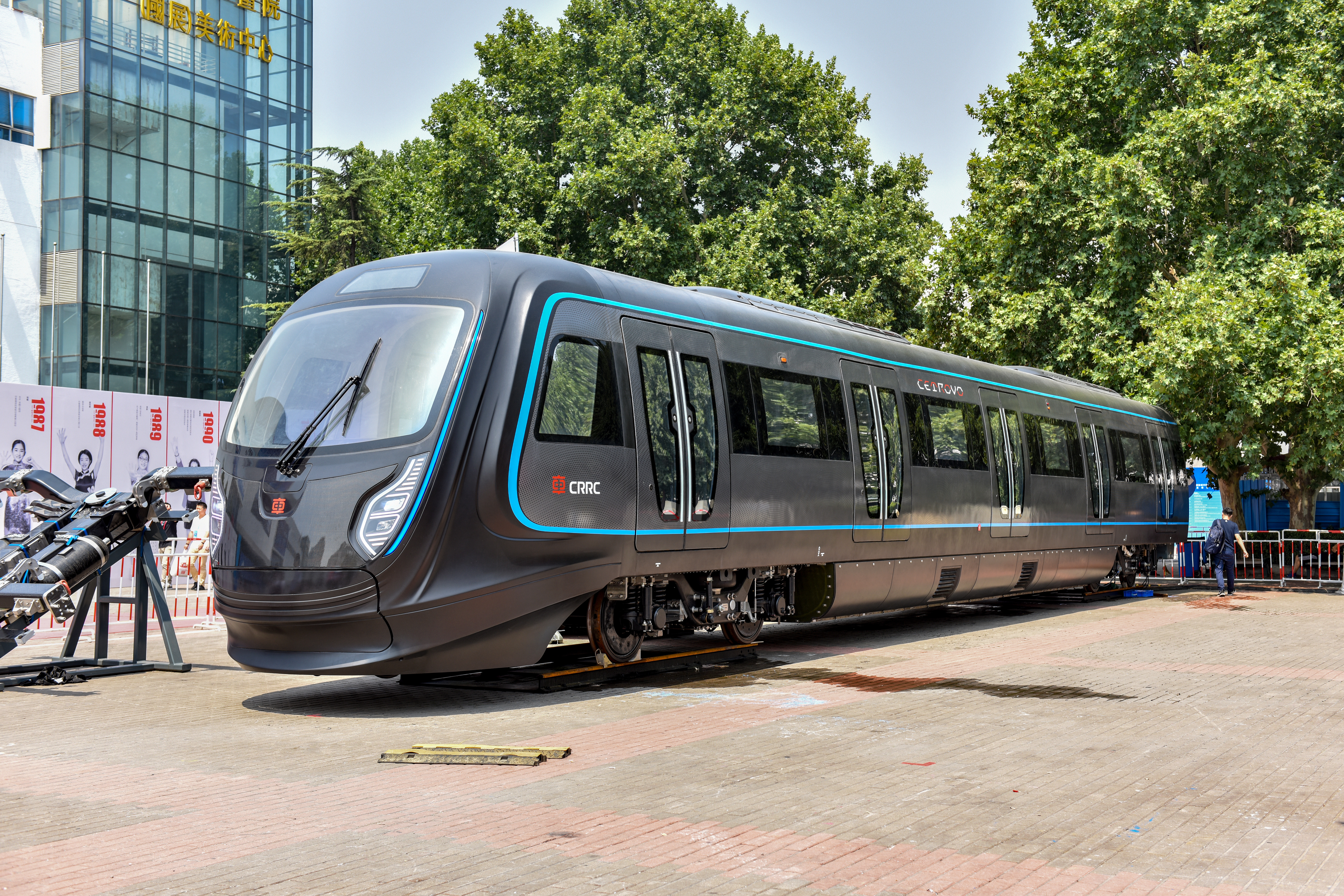
Metro costruita in fibra di carbonio
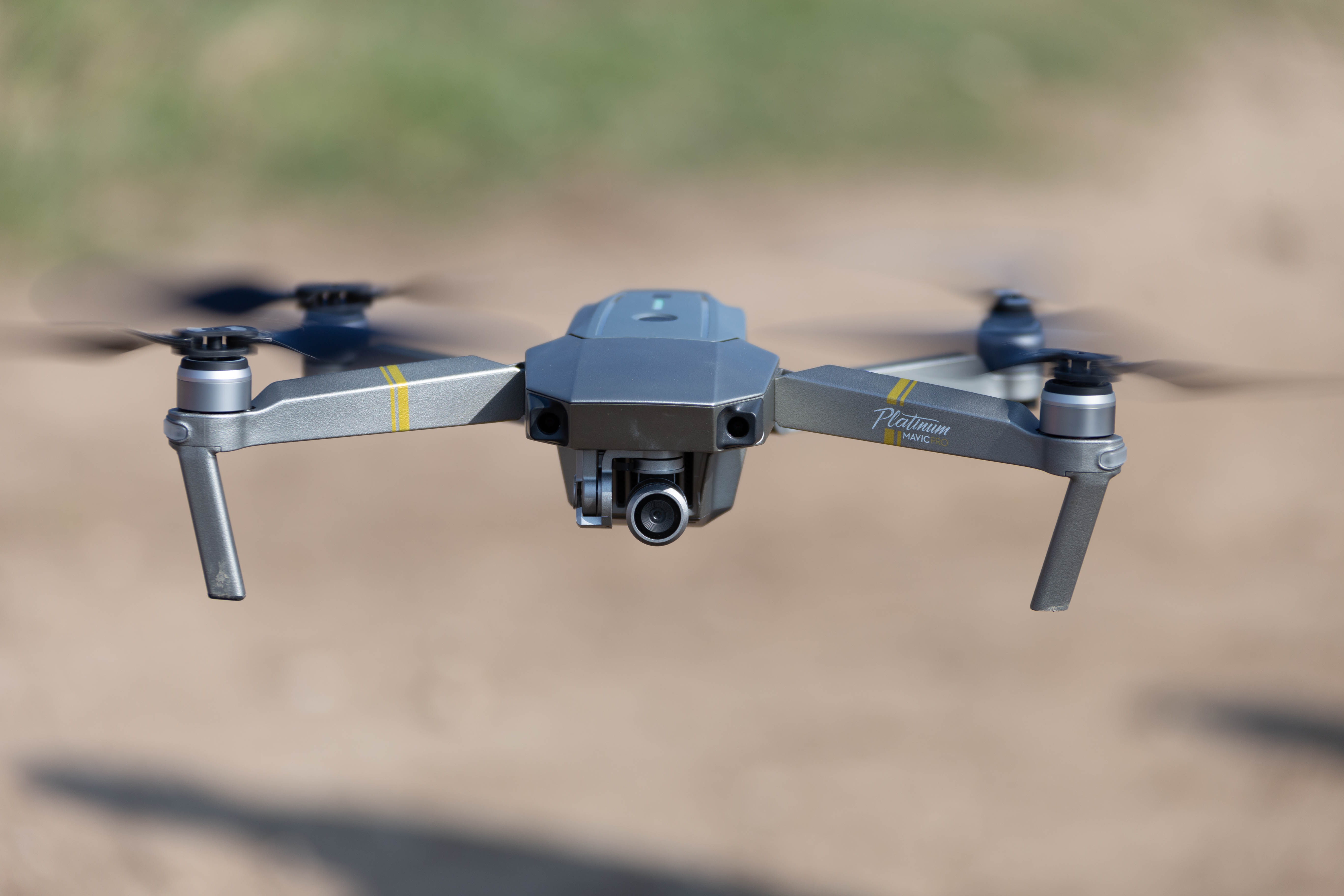
Drone DJI Mavic Pro Platinum in volo
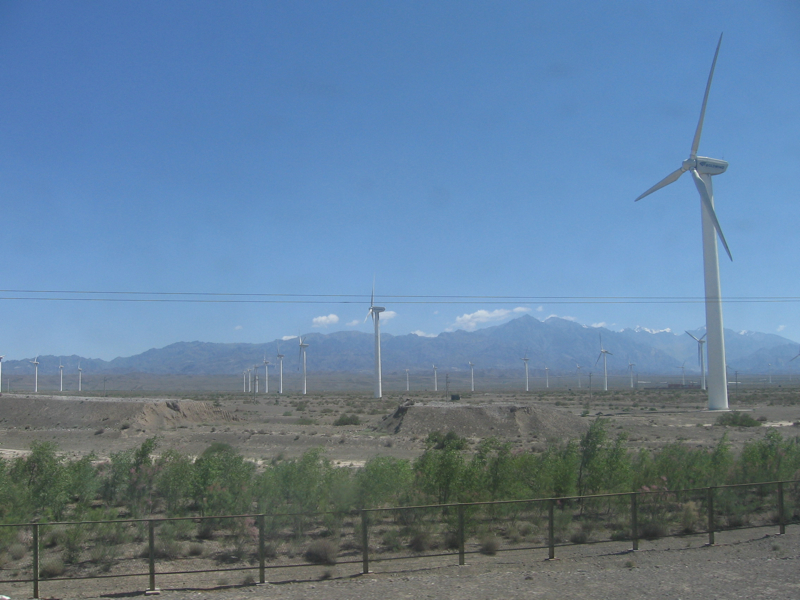
Pale eoliche in funzione in una campo eolico fuori Urumqi
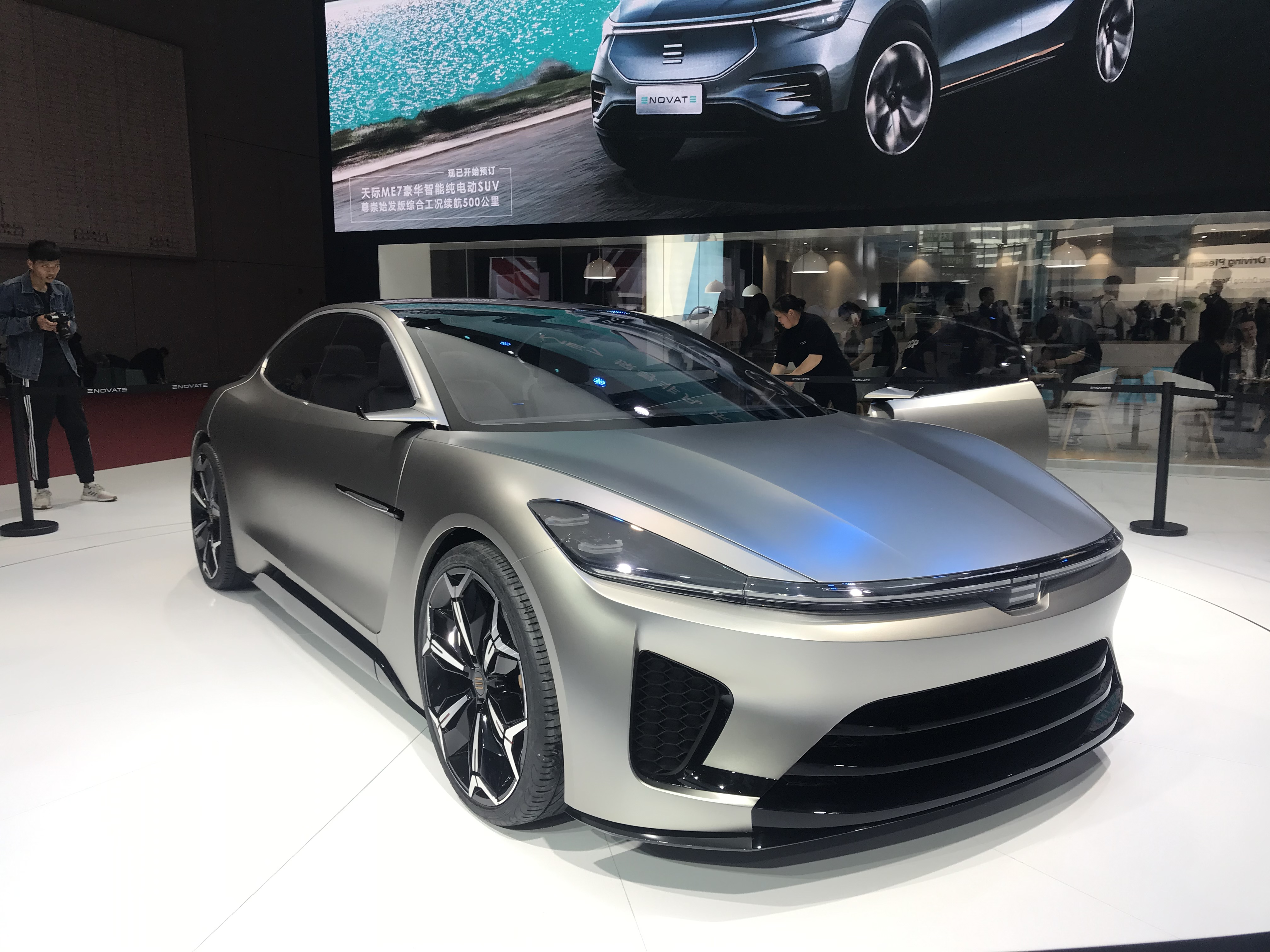
Prototipo auto elettrica - Enovate ME-S
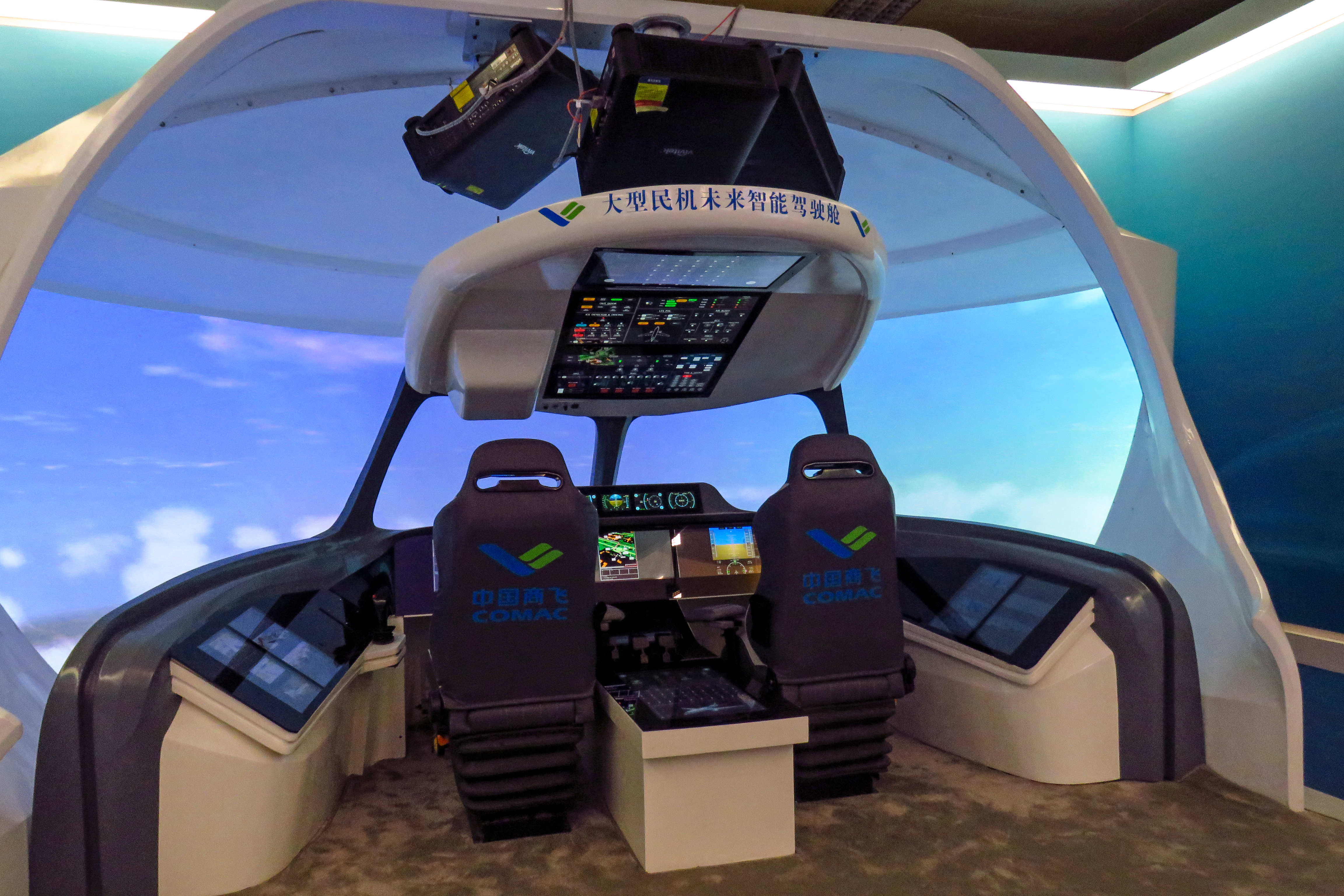
Prototipo di cabina dei nuovi aerei Comac

## Finanziamento e valutazione
L'investimento della Cina nel 5G è visto come parte del programma MIC 2025. All'inizio del 2020, la Cina aveva circa 200.000 torri 5G in uso; entro la fine dell'anno, punta ad averne più di 500.000, con un obiettivo finale di 5 milioni. Nel suo 14º piano quinquennale, il Congresso nazionale del popolo cinese ha approvato la spesa di 1,4 trilioni di dollari in 5-6 anni per costruire reti 5G, installare telecamere e sensori per creare città intelligenti e integrare questa rete con l'industria per accelerare il progresso nella produzione intelligente" .
Secondo Barry Naughton, professore ed esperto di Cina presso l'Università della California, San Diego, il reddito medio in Cina era di CN¥42,359 per le famiglie urbane e CN¥16,021 per le famiglie rurali nel 2019. Anche al tasso di conversione della parità di potere d'acquisto, il reddito urbano medio era di poco superiore 10000 $ e il reddito rurale medio era di poco inferiore a 4000 $. Naughton si è chiesto se sia sensato per un paese a reddito medio di questo tipo prendere "una parte così sproporzionata della spesa rischiosa implicata nell'avanzamento delle nuove tecnologie". Ha commentato che sebbene non abbia senso da una prospettiva puramente economica, i responsabili politici cinesi hanno "altre considerazioni" quando implementano la loro politica industriale come Made in China 2025.
La Camera di Commercio dell'Unione Europea in Cina ha affermato in un rapporto che l'iniziativa "Made in China 2025" distorce il mercato e che l'innovazione basata sul mercato fornisce un modo migliore per superare lo stato di reddito medio rispetto alle politiche industriali. Joerg Wuttke, presidente della Camera, ha detto: "Molto spesso questi grandi progetti, con un sacco di soldi, in cui i burocrati del governo decidono chi è il vincitore e chi è il perdente, finiscono in lacrime".

## Reazioni

### Unione europea
Una relazione della Commissione europea ha pubblicato un rapporto che chiede all'Unione europea (UE) di aumentare le proprie prestazioni industriali e di ricerca e di "sviluppare una politica commerciale che possa garantire parità di condizioni per le imprese dell'UE in Cina e per le imprese cinesi nell'UE", in risposta alla politica Made in China 2025 (MIC 2025). Riconosce MIC 2025 come simile agli "approcci tedeschi e giapponesi all'innovazione e allo sviluppo economico".
La Camera di commercio dell'UE in Cina ha affermato che il MIC 2025 aumenterà il protezionismo cinese a favore delle aziende nazionali.

### Giappone
I commentatori giapponesi notano che MIC 2025 ha portato a crescenti esportazioni di beni giapponesi di alto valore come apparecchiature per la produzione di semiconduttori e apparecchiature per la robotizzazione della linea di produzione e la vedono come un'opportunità di business, ma temono che la Cina possa diventare un forte concorrente a lungo termine.

### Corea del Sud
Un rapporto della Korea International Trade Association (KITA) vede il MIC 2025 come un passo verso l'autosufficienza cinese, minacciando le esportazioni coreane, ma riconosce anche le opportunità per la Corea a causa delle mutevoli richieste del settore. KITA chiede una risposta migliorando l'innovazione coreana, prevenendo la fuga di cervelli e la perdita di proprietà intellettuale attraverso fusioni e acquisizioni, prevenendo pratiche commerciali sleali da parte della Cina e sfruttando attivamente le opportunità di mercato derivanti dal MIC 2025.

### Taiwan
Campagne aggressive per reclutare talenti del settore dei chip taiwanesi con offerte redditizie hanno portato alla perdita di oltre 3.000 ingegneri di chip a favore di MIC 2025, e hanno sollevato preoccupazioni di una "fuga di cervelli". Charles Kao, considerato il "Padrino della DRAM " di Taiwan, fu tra coloro che lasciarono Taiwan per una posizione in Cina, trascorrendo cinque anni con Tsinghua Unigroup che, due anni dopo l'assunzione di Kao, aveva reclutato anche Sun Shih-wei, ex vicepresidente di United Microelettronica.

### Stati Uniti
Nel 2018, il Council on Foreign Relations, un think tank americano, ha affermato che MIC 2025 è una "minaccia per la leadership tecnologica degli Stati Uniti". Il governo di Li Keqiang sostiene che il MIC 2025 è in linea con gli obblighi dell'Organizzazione mondiale del commercio del paese. Il 15 giugno 2018, l'amministrazione Trump ha imposto tariffe più elevate sui beni cinesi, intensificando le tensioni commerciali tra Cina e Stati Uniti. Le tariffe si applicano principalmente ai prodotti manifatturieri inclusi nel piano Made In China 2025, come quelli integrati nelle industrie IT e della robotica.
Gli Stati Uniti hanno avviato indagini individuali sulle società cinesi che partecipano al piano MIC 2025, come il Fujian Jinhua Integrated Circuit, sulla base delle preoccupazioni relative al furto di tecnologia e alla sicurezza nazionale.